# Les Perques
Les Perques ist eine französische Ortschaft im Département Manche in der Normandie. Die bisher eigenständige Gemeinde wurde mit Wirkung vom 1. Januar 2016 mit Bricquebec, Quettetot, Saint-Martin-le-Hébert, Le Valdécie und Le Vrétot zur Commune nouvelle Bricquebec-en-Cotentin zusammengelegt. Seither ist sie eine Commune déléguée mit 155 Einwohnern (Stand 1. Januar 2022). Nachbarorte von Les Perques sind Bricquebec im Norden und im Osten, Saint-Jacques-de-Néhou im Südosten, Le Valdécie im Süden, Sortosville-en-Beaumont im Südwesten und Le Vrétot im Westen.

## Bevölkerungsentwicklung
| Jahr      | 1962 | 1968 | 1975 | 1982 | 1990 | 1999 | 2008 | 2015 |
| --------- | ---- | ---- | ---- | ---- | ---- | ---- | ---- | ---- |
| Einwohner | 210  | 180  | 177  | 143  | 170  | 161  | 152  | 196  |

## Sehenswürdigkeiten

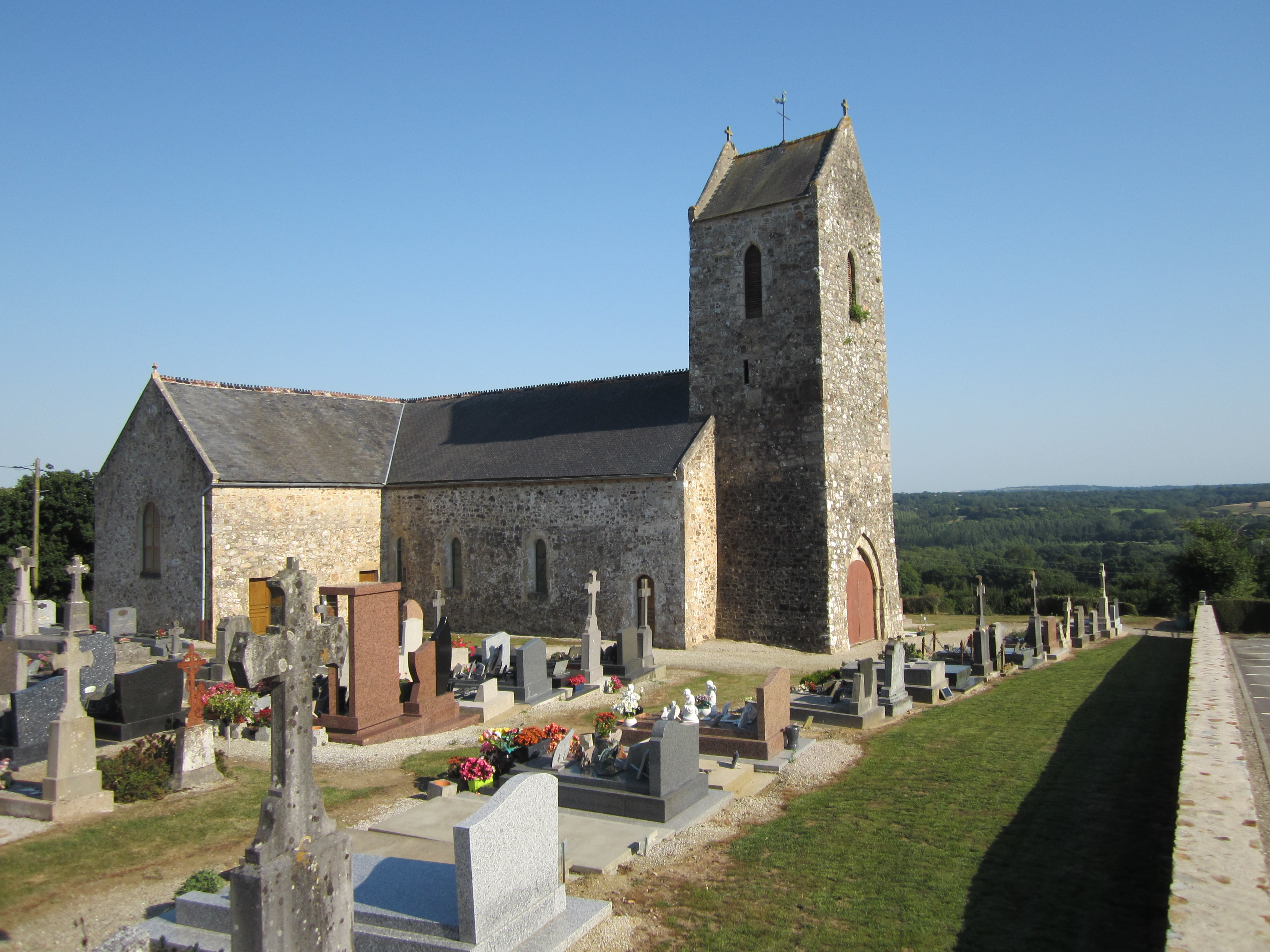
Kirche Saint-Paul

- Kirche Saint-Paul